# Yáser Asprilla
Yáser Esneider Asprilla Martínez (ur. 19 listopada 2003 w Bajo Baudó) – kolumbijski piłkarz, występujący na pozycji ofensywnego pomocnika lub skrzydłowego w hiszpańskim klubie Girona oraz w reprezentacji Kolumbii. Srebrny medalista Copa América 2024.